# نگاره محمد

پوستر شناخته‌شده در ایران.

نگارهٔ محمد که چهرهٔ نوجوانی با دهانی خندان و نیمه‌باز، عمامه‌ای بر سر و گل یاسمنی بر گوش است، پوستری است که در ایران بارها چاپ شده و در میان عموم مشهور به «تصویر نوجوانی محمد پیامبر اسلام» است.

## باور رایج
بنا به باوری نادرست بر اساس شایعات رایج در ایران، این نقاشی توسط راهبی (احتمالاً منظور بحیرا باشد) کشیده شده است که محمد را در نوجوانی در مسیر شام دیده‌است. همچنین بنا به تصورات دیگر این تصویر در موزه‌ای به نام «موزهٔ روم» نگهداری می‌شود.

## واقعیت تصویر
هیچ منبع تاریخی این ادعا‌ها را تأیید نمی‌کند. در حقیقت موزه‌ای به نام «موزهٔ روم» وجود خارجی ندارد و این تصویر هم در هیچ موزه‌ای در جهان نگهداری نمی‌شود. سبک تصویر یادشده نیز با سبک نقاشی‌های بیزانسی به هیچ وجه هم‌خوانی ندارد.
تصویر این پوستر در واقع کپی از کارت پستالی اروپایی است که هیچ ارتباطی با پیامبر ندارد و تصویر عکسی است که در سال‌های ۱۹۰۴ تا ۱۹۰۶ در تونس از پسربچه‌ای گرفته شده و برای استفاده تجاری منتشر شده است. عکاسی به نام رودولف لنرت (به انگلیسی: Rudolf Franz Lehnret) (۱۸۷۸–۱۹۴۸) اهل جمهوری چک که دانش‌آموخته مؤسسه هنرهای گرافیکی وین بود و به جنبش پیکتوریالیست (شناختن عکاسی به‌عنوان یک اثر هنری) گرایش داشت، این عکس را بین سا‌ل‌های ۱۹۰۴ تا ۱۹۰۶ در تونس گرفته‌است. او و ارنست هاینریش لندراک (۱۸۷۸–۱۹۶۶)، ناشر آلمانی، شرکتی به نام ال. اند. ال (L&L) تشکیل دادند و در این سال‌ها به تونس رفته، مجموعه‌ای از عکس‌ها را تهیه کردند و در اوایل دهه بیست به‌صورت کارت پستال چاپ کردند. این مجموعه عکس شامل مناظر طبیعی، بیابان، تپه‌های شن روان، بازارها و مناطق محلی، پسران و دختران نابالغ جوان بود که سنی بین کودکی و نوجوانی و چهره‌ای بین زن و مرد داشتند.

عکس واقعی رودولف لنرت.

عکس‌ها مطابق تصورات اروپاییان از شرق بود که تصوّری رازآلود و وسوسه‌انگیز از شرق داشتند و با استفاده از تکنیک چاپ نقره تهیه، و سپس گراورسازی و چاپ شده‌است. بیشتر کارت پستال‌ها از سال ۱۹۲۰ در آلمان چاپ شده و در مصر پخش شده‌اند. عکس یادشده در ژانویه سال ۱۹۱۴ در مقاله‌ای با نام «اینجا و آنجا در شمال آفریقا» در مجله نشنال جئوگرافیک چاپ شد و زیر عکس نوشته شده بود: «عربی با یک گل». در دهه بیست، سربازان فرانسوی در شمال آفریقا کارت پستال‌های تونسی ال. اند. ال را بسیار دوست داشتند. در دهه‌های هشتاد و نود میلادی عکس این نوجوان در کتاب‌های زیادی چاپ شد.
تصویرهایی که در ایران چاپ می‌شود نیز بدون تردید همین عکس هستند؛ اما نقاشان ایرانی دستکاری‌هایی در این عکس انجام داده‌اند.